# Modèle de la chaîne de référence commune
En cryptologie, le modèle de la chaîne de référence commune ou modèle CRS est un cadre théorique dans lequel on peut espérer prouver la sécurité de protocoles cryptographiques. Ce modèle postule l'existence d'une procédure sûre permettant aux participants engagés dans un protocole de prendre connaissance d'une même chaîne de référence. Ce modèle capture l'idée que tous les participants s'accordent sur des paramètres et permet de concentrer l'analyse de sécurité sur les étapes ultérieures (échange de clé, preuves de connaissance, etc.),,.
Le modèle de la chaîne de référence a été introduit en 1988 par Manuel Blum, Paul Feldman et Silvio Micali comme un moyen de construire les premières preuves non interactives à divulgation nulle de connaissance (NIZK) . Il joue également un rôle important dans les constructions visant la composabilité universelle, qui est impossible sans un accord initial sur les paramètres.
Une particularité du modèle CRS est qu'il autorise la construction de protocoles cryptographiques qui sont prouvés impossibles dans le modèle standard,, ce qui soulève des questions opérationnelles et théoriques,, concernant la pertinence du modèle. 
Une hypothèse plus forte est celle de la « chaîne de référence uniforme » (URS), qui postule en plus de l'existence d'une chaîne de référence commune que celle-ci est échantillonnée uniformément au hasard dans un ensemble donné. 
.